# مرکز همایش و سرگرمی لانگ بیچ
مرکز همایش و سرگرمی لانگ بیچ (انگلیسی: Long Beach Convention and Entertainment Center) یک مرکز گردهمایی در لانگ بیچ، کالیفرنیا است.

## تاریخچه
اولین ادیتوریوم در لانگ بیچ در سال ۱۹۰۵ و دومین ادیتوریوم در سال ۱۹۳۲ ساخته شده است. دومین مجموعه ساخته شده در ۵۰۰ فوتی ساحل در داخل آب ساخته شده بود که در سال ۱۹۷۵ تخریب شد.

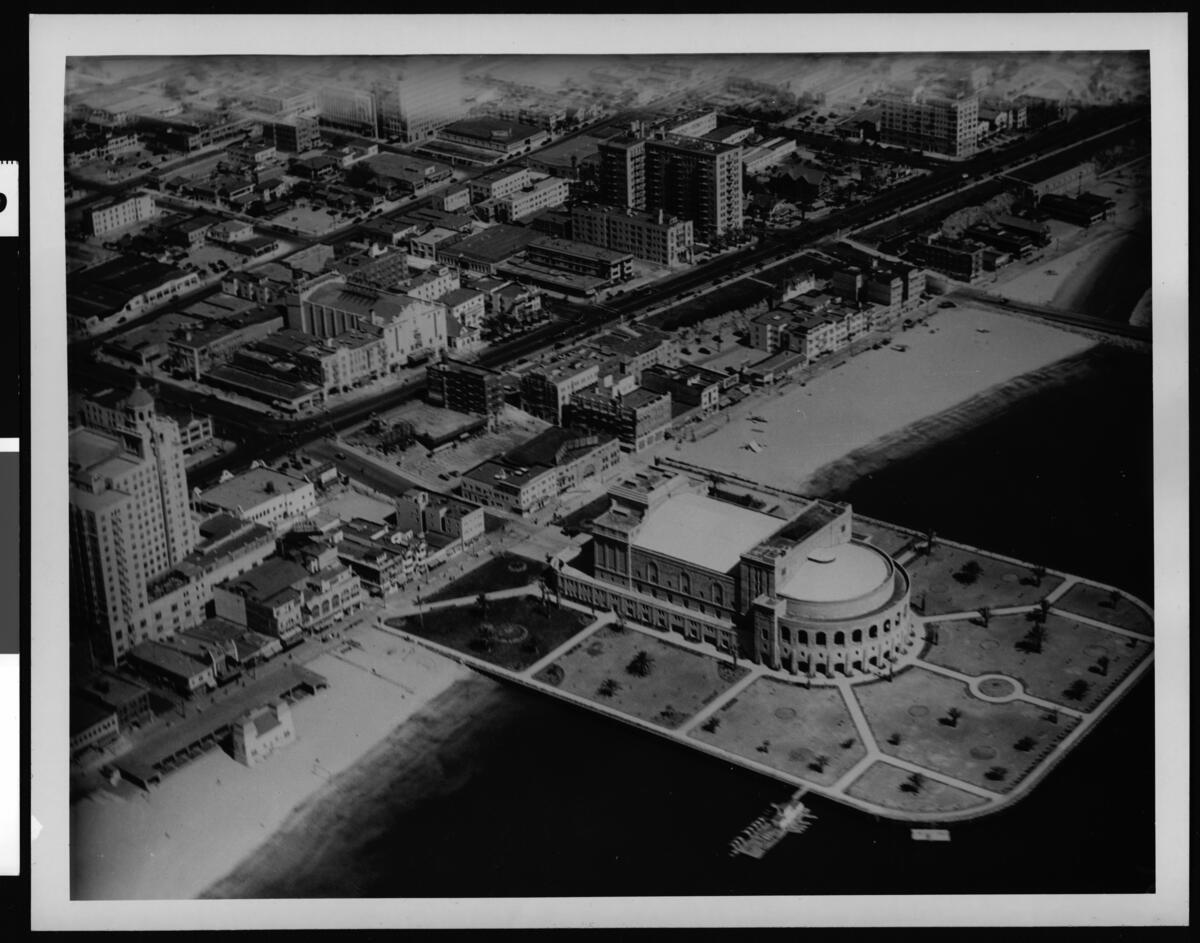
Aerial view of the second Municipal Auditorium, c. 1930
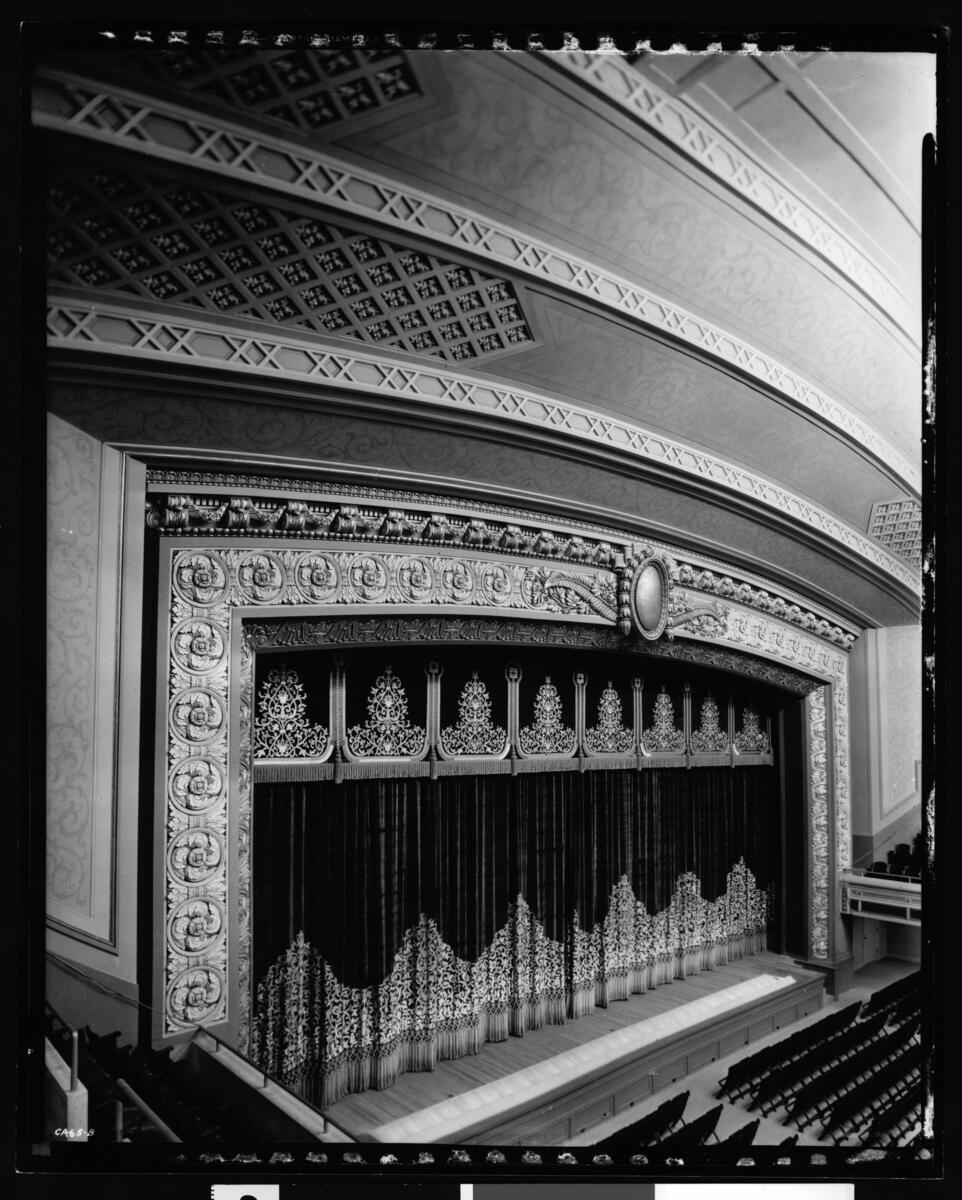
Proscenium, c. 1930
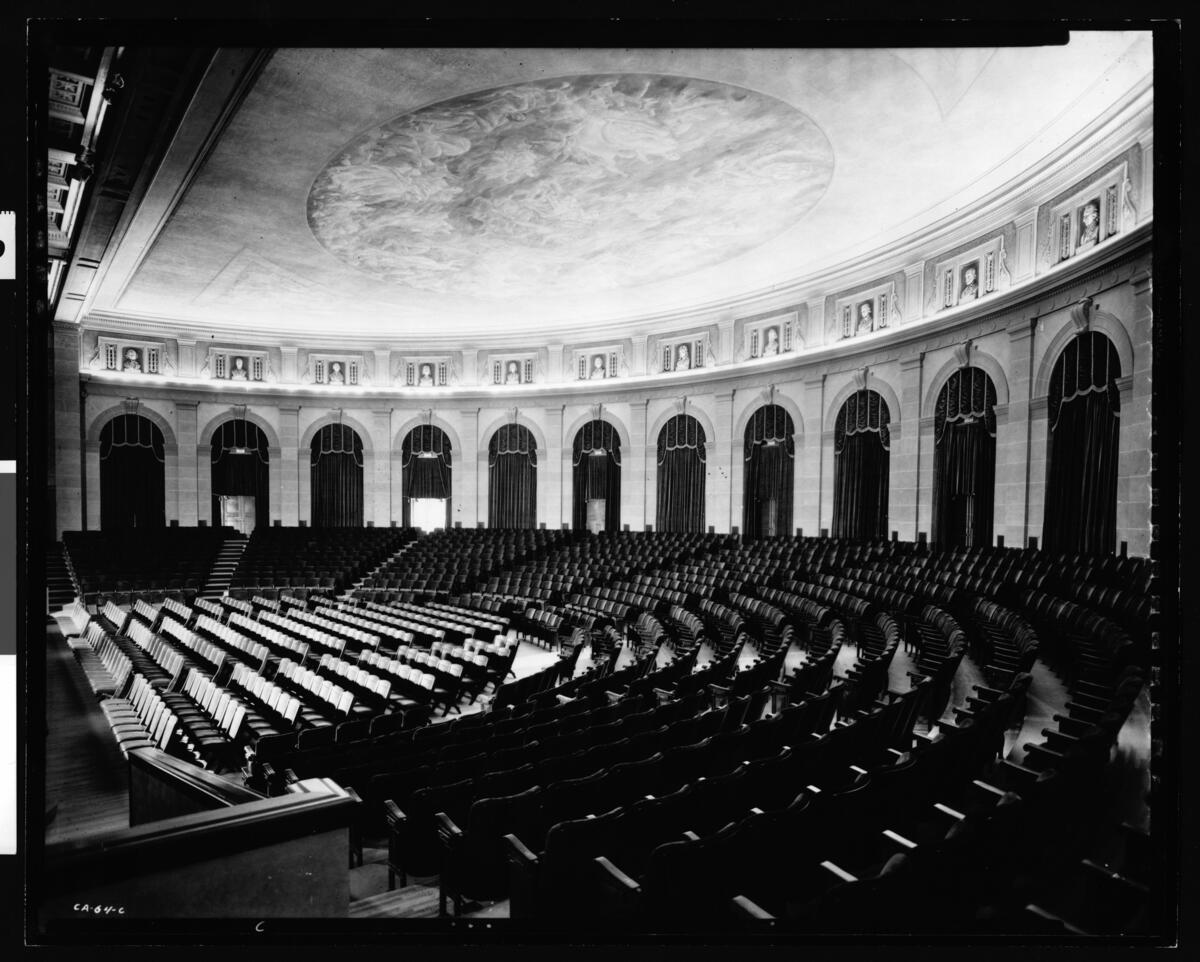
Interior view of the concert hall, c. 1930
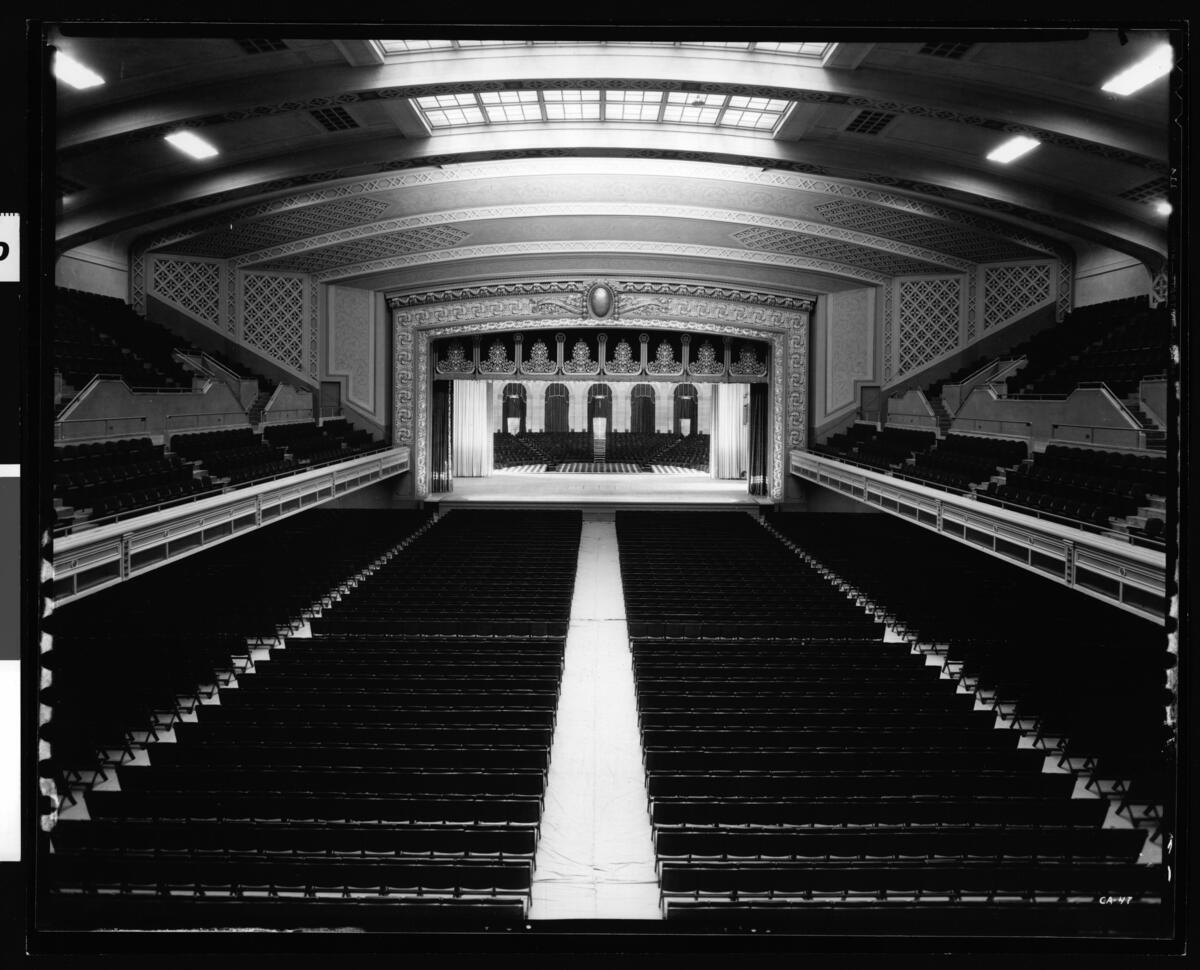
Interior view looking to stage and concert hall beyond, c. 1930

## ساختمان‌ها
مرکز همایش لانگ بیچ
- سالن نمایشگاه A/B/C - اتاق های جلسه شامل 101–104, 201-204 و اتاق‌های کنار دریا
- سالن رقص تفرجگاه (بخشی از 100 سری اتاق جلسات) - 13,200 فوت مربع
- Top of the Lot – یک سازه پارکینگ در فضای باز، که در عرشه بالایی پارکینگ تراس تشکیل شده است
- گرند بالروم – 20,456 فوت مربع
- تراس پلازا
- The Cove

لانگ بیچ آرنا
- لانگ بیچ آرنا - افتتاح در ۱۹۶۲
- پاسفیک بالروم

مرکز هنرهای نمایشی لانگ بیچ
- تئاتر تراس
- تئاتر بورلی اونیل

## لانگ بیچ آرنا
لانگ بیچ آرنا اولین ساختمان تکمیل شده در این مجموعه است که در سال ۱۹۶۲ افتتاح شده و برای مسابقات هاکی روی یخ، بسکتبال و برگزاری کنسرت مورد استفاده قرار میگیرد.

## نگارخانه

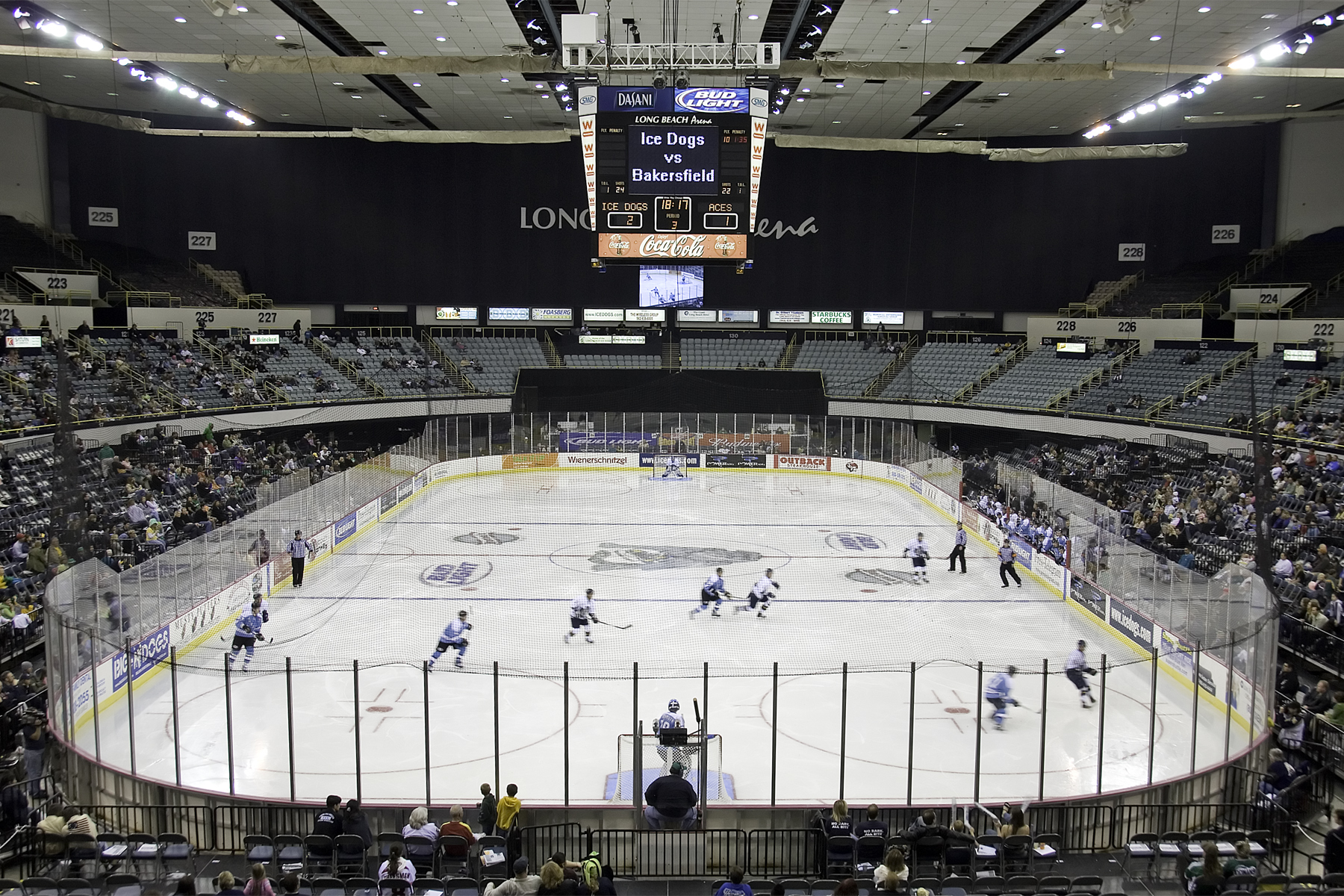
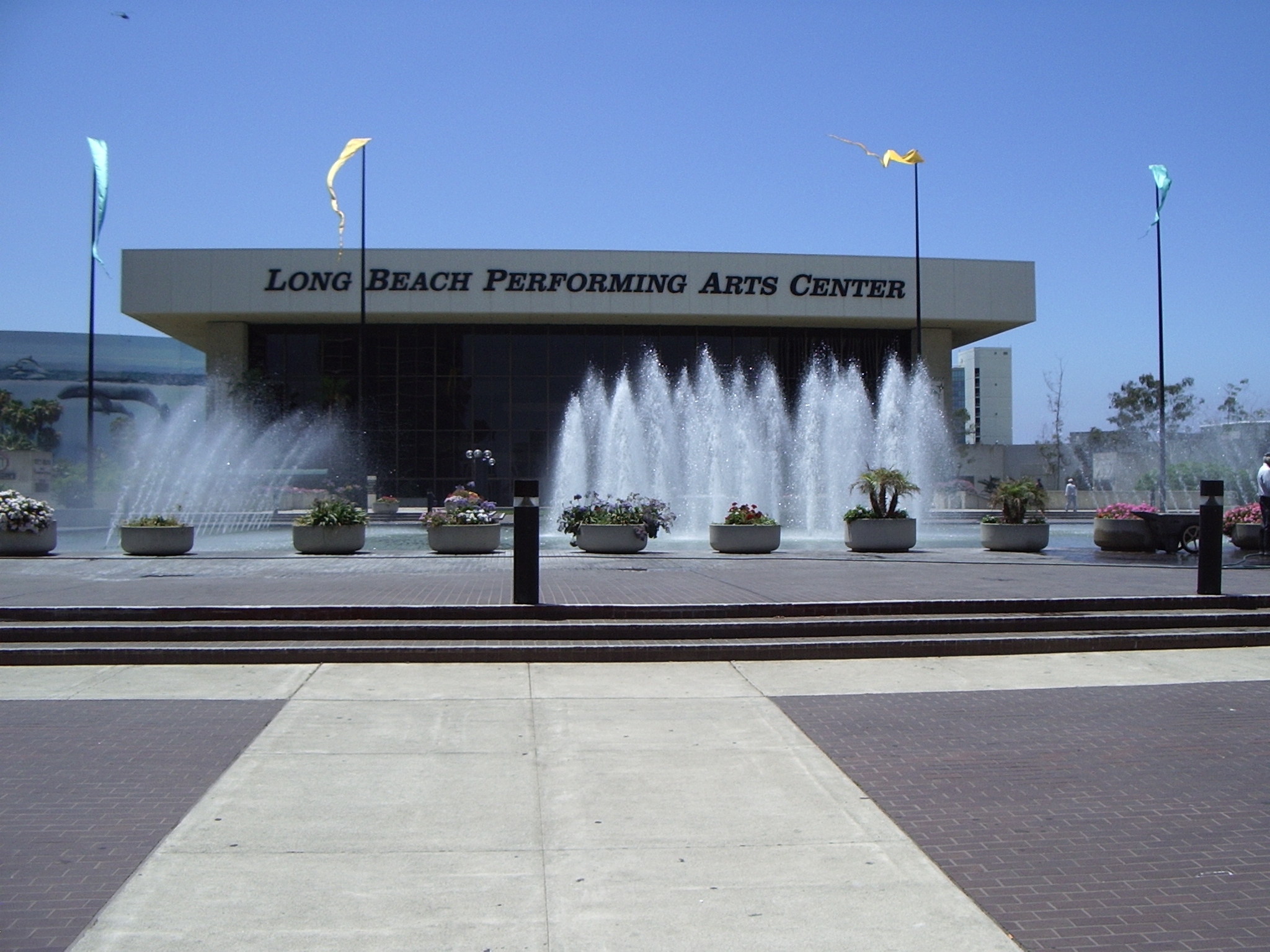
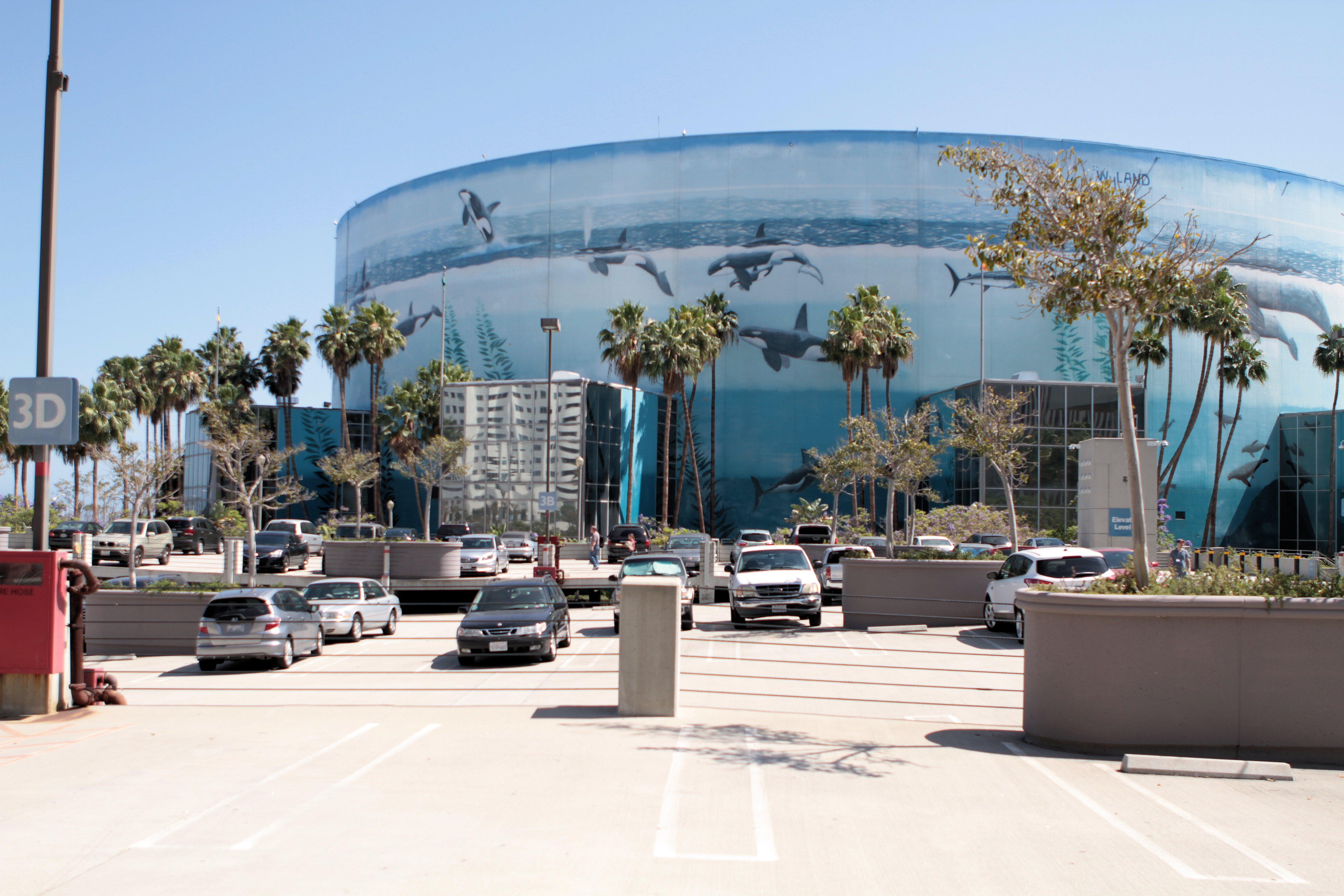
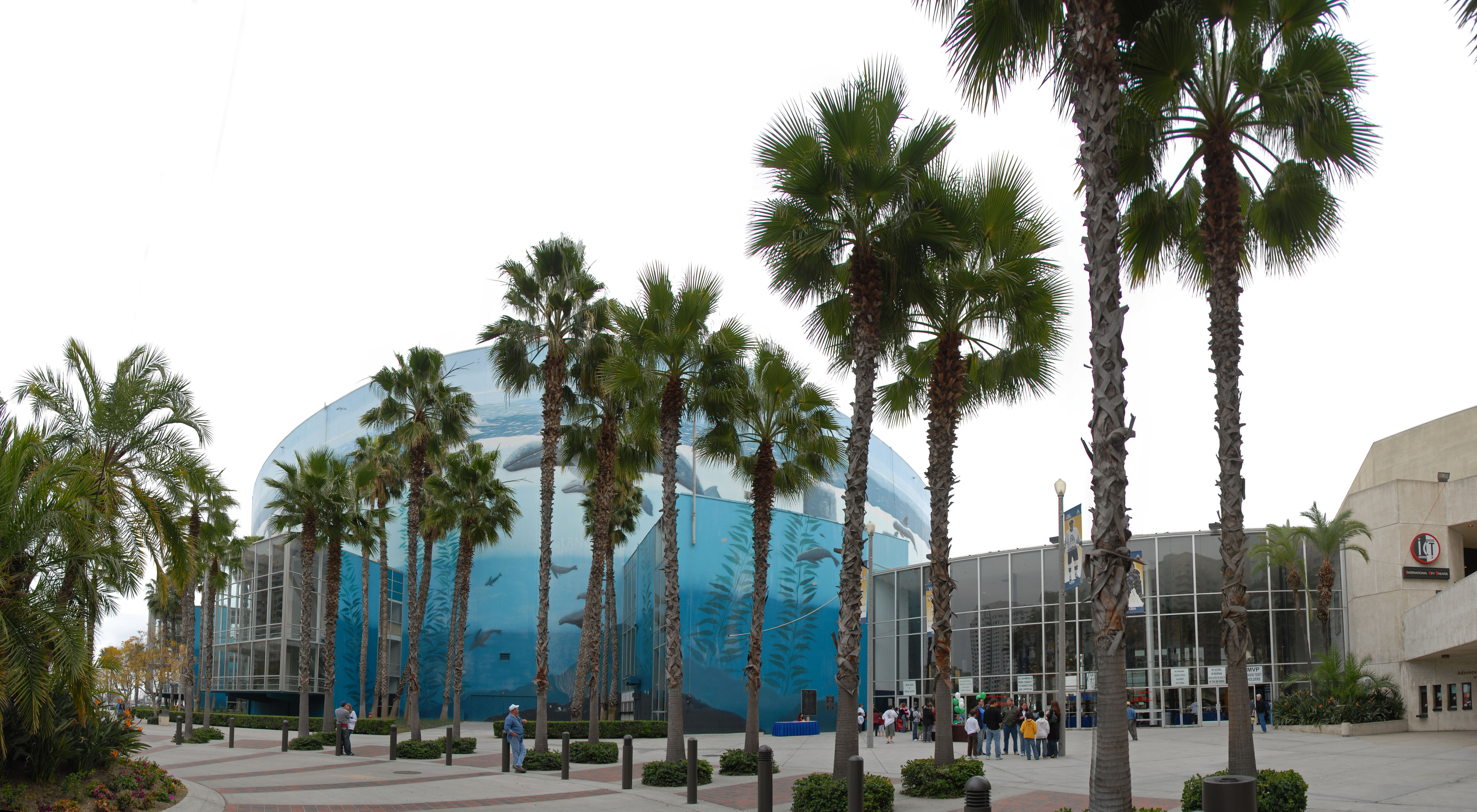